# Skadovsk
Skadovsk (en ucraniano: Скадовск; en ruso: Скадовск) es una ciudad ucraniana perteneciente al óblast de Jersón. Situada en el sur del país, es el centro del raión de Skadovsk y del municipio (hromada) de Skadovsk.
La ciudad se encuentra ocupada por Rusia desde febrero de 2022 en el marco de la invasión rusa de Ucrania.

## Geografía
La ciudad está situada a orillas del mar Negro, en la bahía de Karkinit frente a la isla de Dzharilgach. Skadovsk está 62 km al sur de Jersón.

## Historia
El territorio de la ciudad actual está habitado desde la Edad del Bronce, según testimonian los restos arqueológicos de los Kurganes. Las huellas arqueológicas hablan también de la presencia de habitaje escita y sármata. 
En la Edad Media, el territorio perteneció durante largo tiempo al kanato de Crimea, vasallo del Imperio otomano. En esta época existía cerca del emplazamiento de la ciudad actual una colonia de pescadores tártaros, llamada Ali-Agok (en ucraniano: Алі-Агок). La ciudad fue originalmente un puerto marítimo para enviar trigo, lana y pieles a Francia, Alemania y otros países europeos.
La localidad moderna fue fundada en 1893 por Serguéi Skadovski, un noble liberal de origen polaco miembro del Consejo de Estado de la gobernación de Táurida del Imperio ruso. La ciudad recibió su nombre actual en 1895. Su desarrolló y se apoyó principalmente en esta época en el puerto, punto de salida de las exportaciones de cereales hacia Europa occidental. En 1899, la ciudad contaba ya con unos 2000 habitantes. El turismo de sanidad se comienza igualmente a desarrollar. 
En la primera mitad del siglo XX, la población disminuye a raíz de la guerra civil rusa y la posterior Segunda Guerra Mundial. Durante la Segunda Guerra Mundial, la ciudad fue ocupada por Alemania y los alemanes operaron una prisión nazi en la ciudad.
En época soviética se construyen y amplían las instalaciones del balneario. En verano, Skadovsk es una ciudad muy animada gracias a sus dos playas sobre la bahía de Karkinit en el mar Negro, que acogen a numerosos turistas.
A principios de diciembre de 2015, el monumento a Lenin en el centro de la ciudad fue desmantelado en Skadovsk.
Durante la invasión rusa de Ucrania, las fuerzas armadas rusas ingresaron a Skadovsk el 9 de marzo de 2022. Minutos después de que el equipo ruso ingresara a la ciudad, los residentes de la ciudad salieron a una manifestación con banderas ucranianas y pidieron a las fuerzas de ocupación que se retiraran. El 12 de marzo, el alcalde de la ciudad declaró que los invasores rusos habían abandonado la ciudad, pero el 13 de marzo, las tropas rusas volvieron a entrar en la ciudad y se desplegaron en un campamento infantil en las afueras de la ciudad. El 16 de marzo, el ejército ruso detuvo al alcalde de Skadovsk, Oleksandr Yakovlev. Según el medio de comunicación ucraniano Ukrayinska Pravda, el mismo día de la detención de Yakovlev se llevó a cabo una manifestación pacífica exigiendo su liberación. Se afirmó que las tropas rusas usaron gases lacrimógenos y abrieron fuego para dispersar la manifestación. Ukrayinska Pravda no tenía información sobre las víctimas. El 15 de abril de 2022, las fuerzas rusas retiraron la bandera de Ucrania del ayuntamiento de Skadovsk y la reemplazaron por una bandera rusa. El 1 de noviembre, la administración de ocupación fue transferida de Jersón a Skadovsk.

## Demografía
La evolución de la población entre 1926 y 2021 fue la siguiente:
| 3903                                                          | 8807 | 14 208 | 16 946 | 21 147 | 19 641 | 19 073 | 18 516 | 17 915 | 17 344 |
| (Fuente: Cities & Towns of Ukraine y UKRAINE: Größere Städte) |      |        |        |        |        |        |        |        |        |

Según el censo de 2001, el 72,4% de la población son ucranianos, el 22,9% son rusos y el resto de minorías son principalmente bielorrusos (1,6%). En cuanto al idioma, la lengua materna de la mayoría de los habitantes, el 73,29%, es el ucraniano; del 25,38% es el ruso.

## Economía
Skadovsk es una ciudad portuaria y balneario, cuya economía reposa sobre el turismo estival, la actividad portuaria y la industria agroalimentaria. La fábrica Chumak (en ucraniano: Чумак), abierta en 2001 en el emplazamiento de una vieja conservera, es el primer empleador de la ciudad y el principal procesador de tomates de Ucrania, que transforma en concentrados (ketchup, etc.) y zumo.
Skadovsk es un destino turístico para personas en Ucrania, Rusia, Bielorrusia y Polonia.

## Infraestructura

### Transporte
Por aquí discurre por la carretera P57 y la estación ferroviaria más cercana se encuentra a 52 km, en Kalanchak.
El puerto de Skadovsk está en el puesto 18 entre los puertos de Ucrania por tráfico, con 300.000 toneladas en 2005. Hay conexiones regulares por barco con Batumi, Salónica y Samsun. El puerto de Skadovsk también administra un puerto más pequeño en Geníchesk, ubicado junto al Mar de Azov.

## Galería

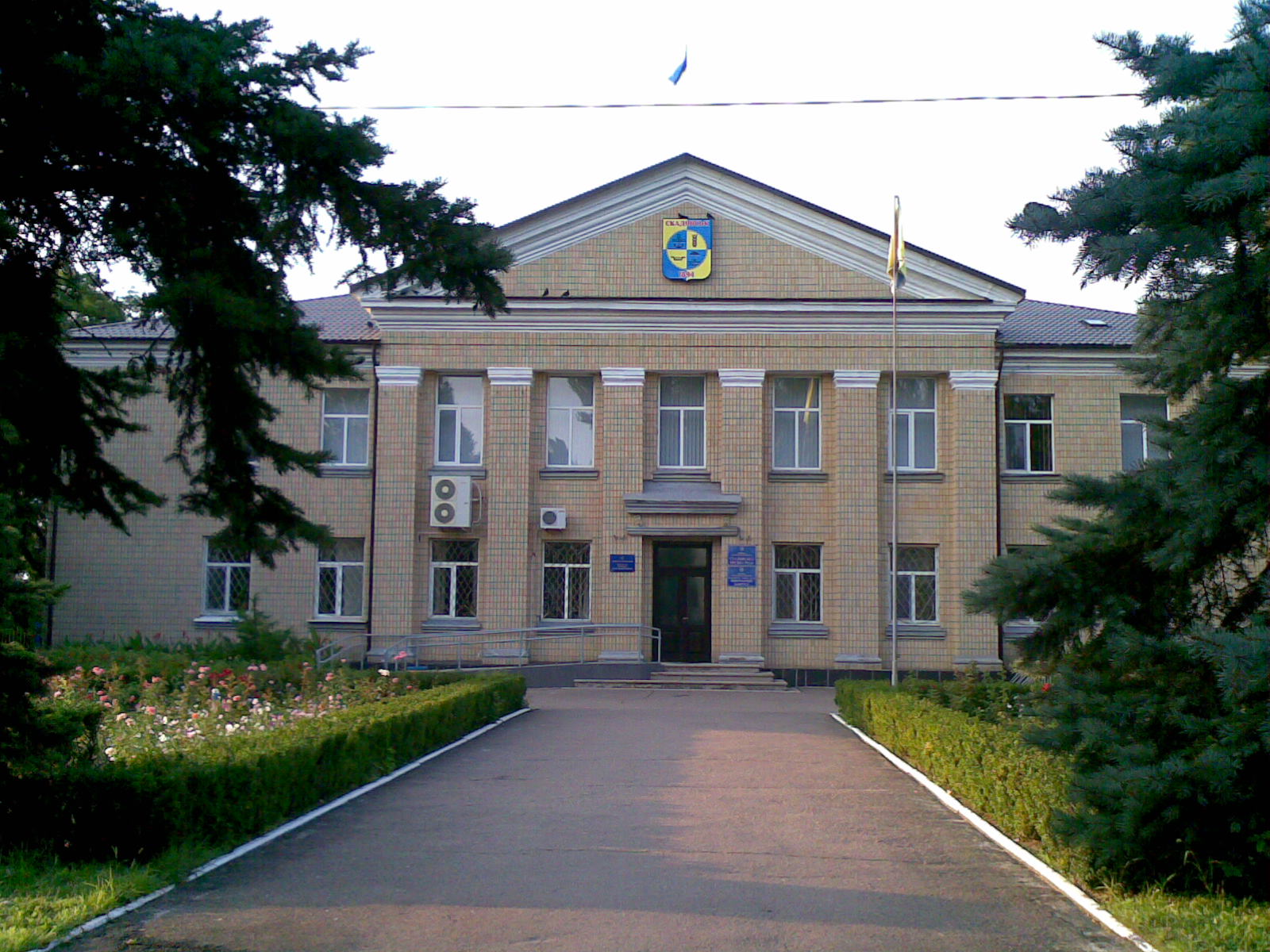
Edificio administrativo de Skadovsk
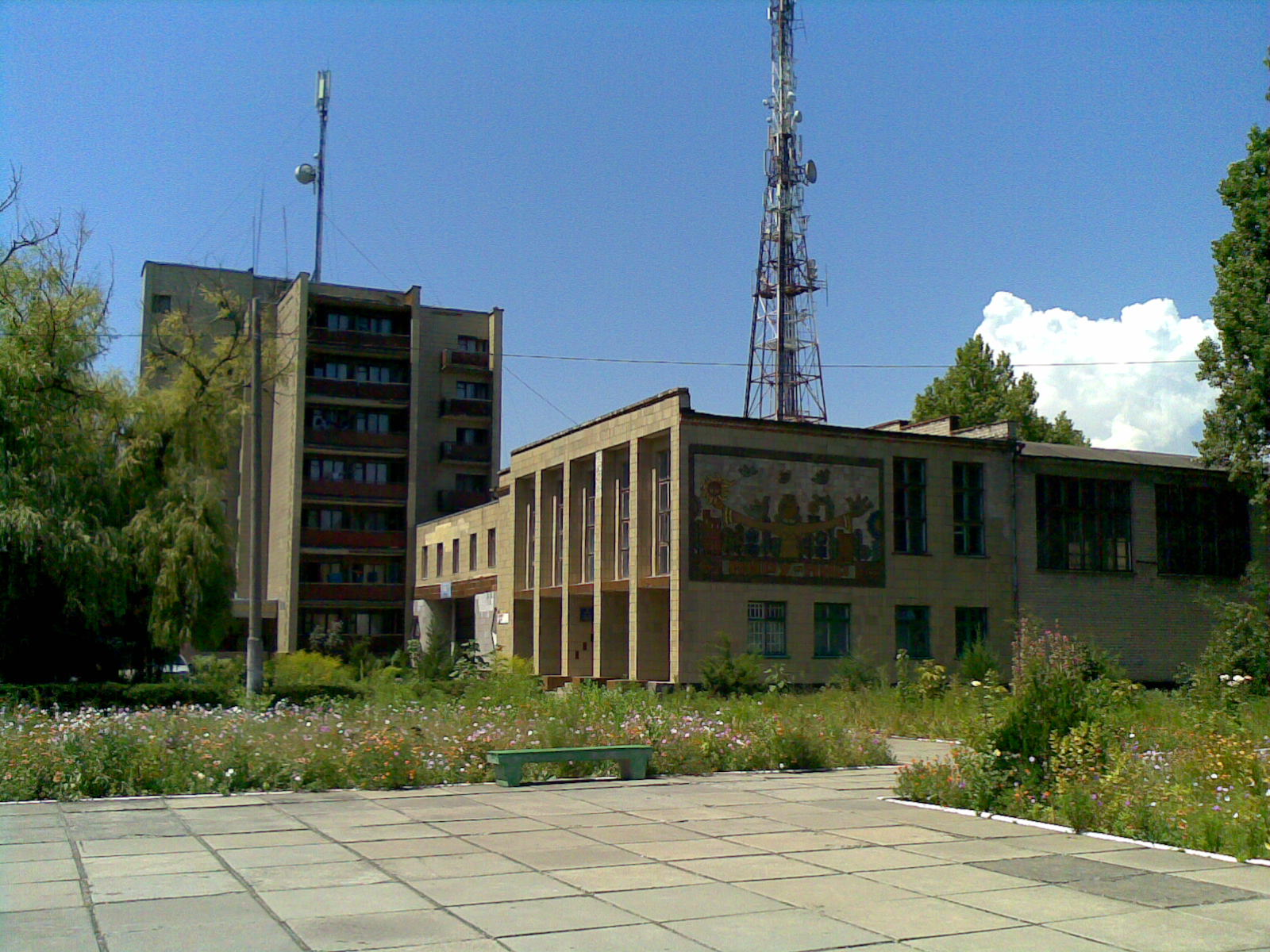
Escuela Deportiva Juvenil de Skadovsk
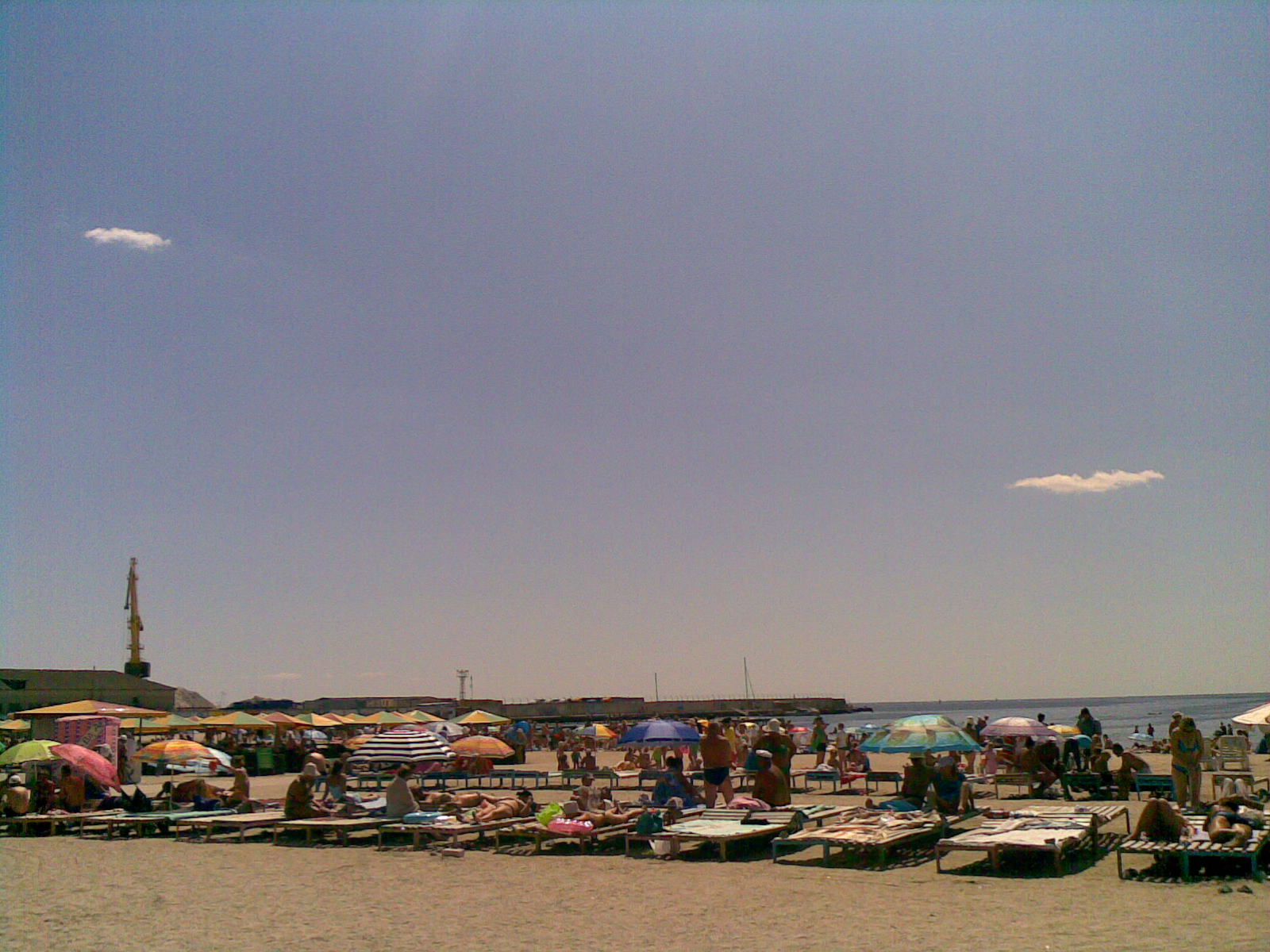
Playa de Skadovsk
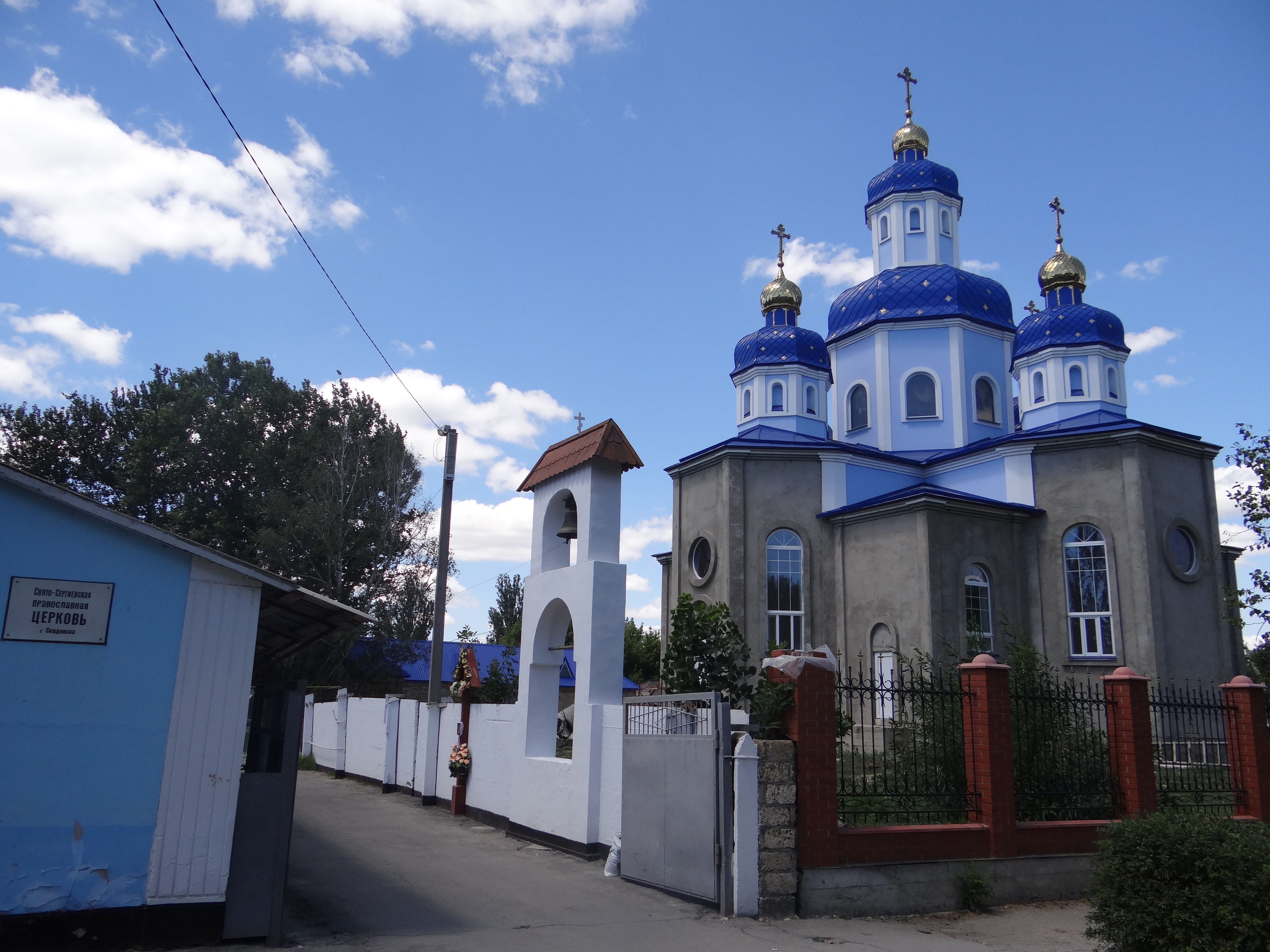
Catedral de Skadovsk
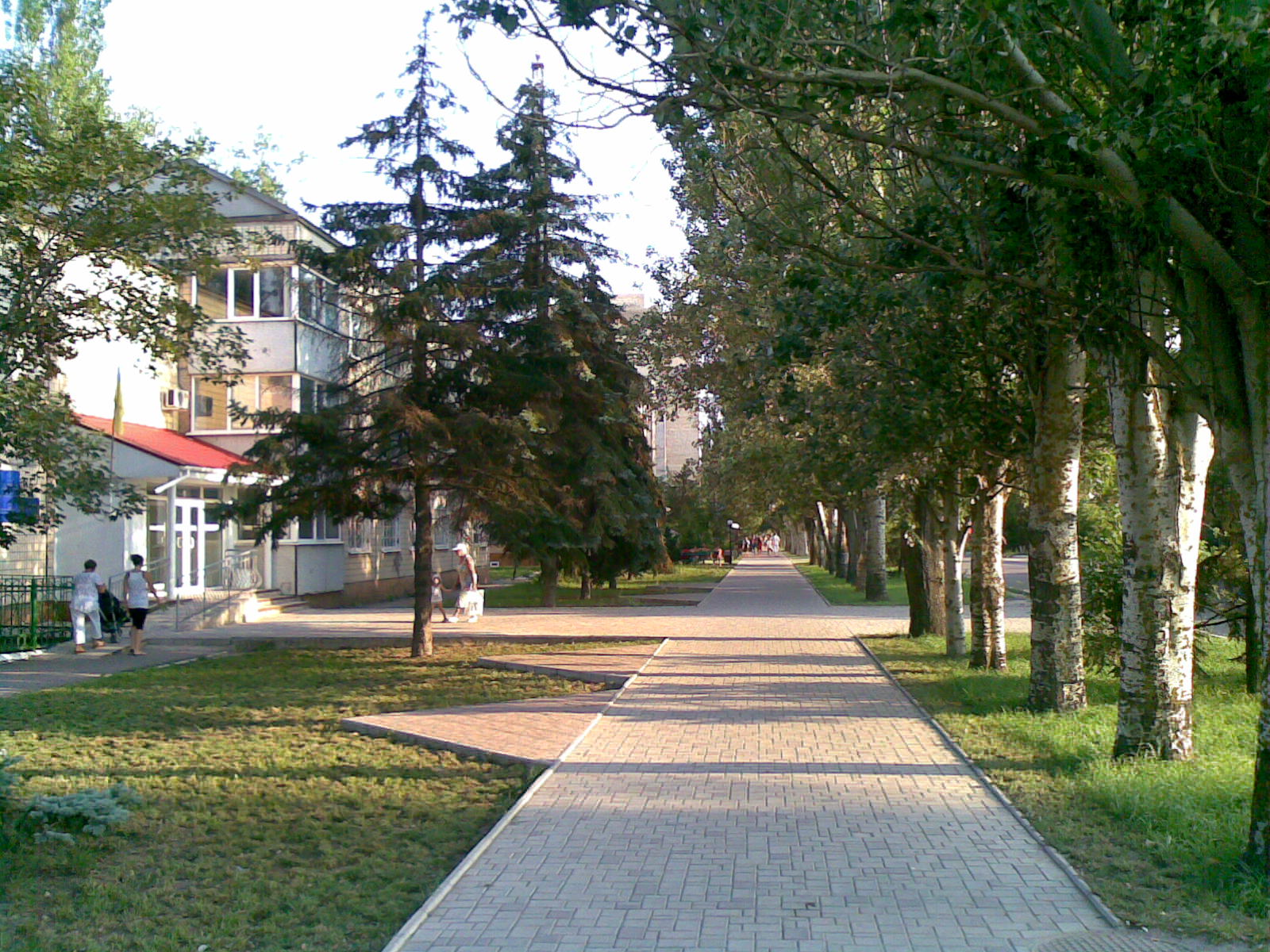
Callejón verde en el centro de la ciudad
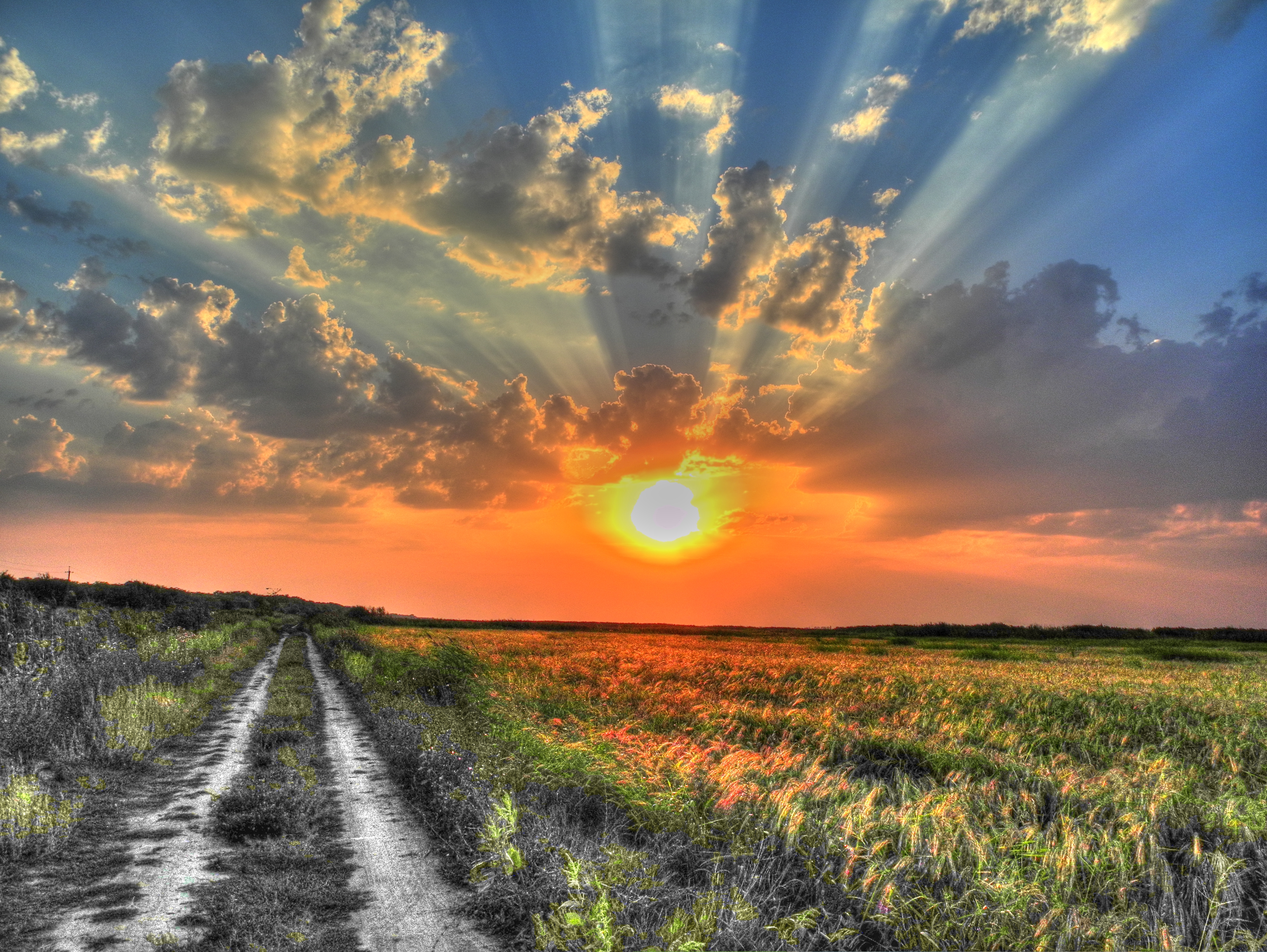
Atardecer en Skadovsk